# Simon XIX Maqdassi
Simon XIX Maqdassi ou Mikhail (Muukhattis) Shimun XVII, ou encore Shemʿon XV Michael Mukhtas fut patriarche de l'Église apostolique assyrienne de l'Orient de 1740 à 1780.

## Biographie
Il demeurait à Qotchanès. Sa christologie était proche de celle de Rome: Il semble avoir voulu se rapprocher du Catholicisme.